# Otto Fischer (Künstler, 1870)
Otto Fischer (* 2. Juli 1870 in Leipzig; † 23. März 1947 in Dresden) war ein deutscher Maler, Grafiker und Designer.

## Leben

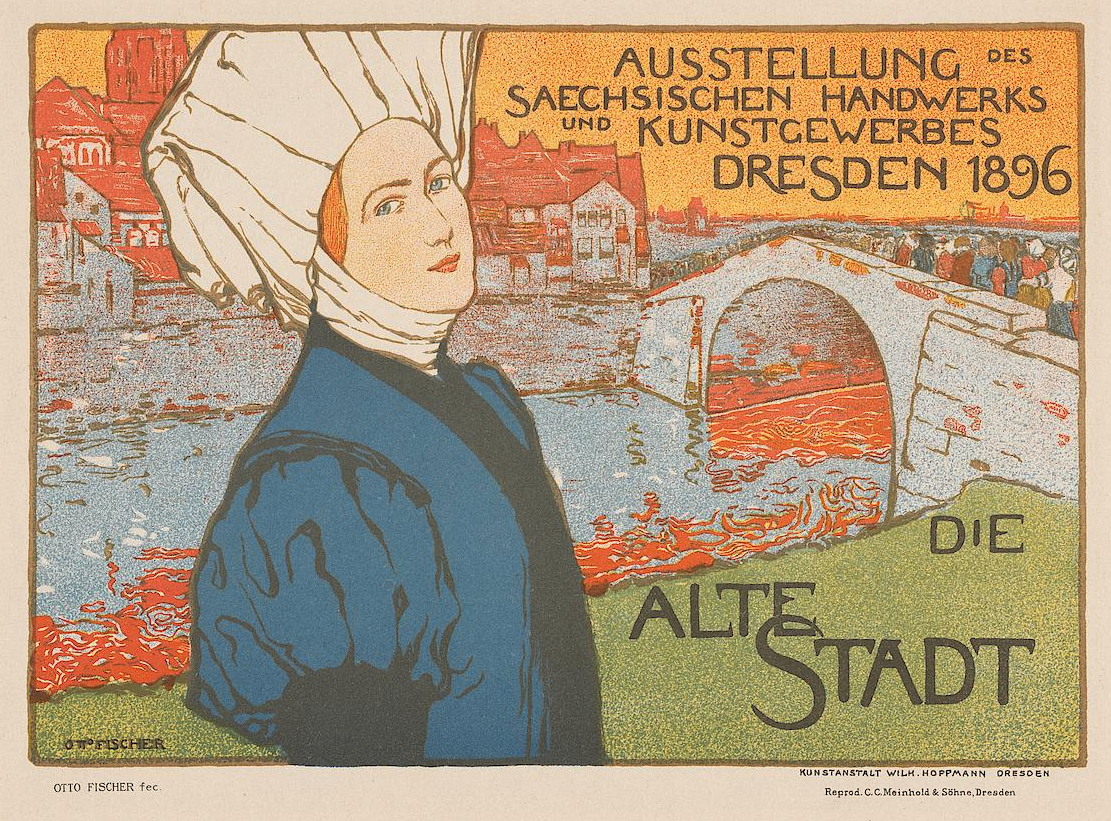
Plakat „Die alte Stadt“ zur „Ausstellung des Sächsischen Handwerks und Kunstgewerbes Dresden 1896“, Druck der Kunstanstalt Wilhelm Hoffmann

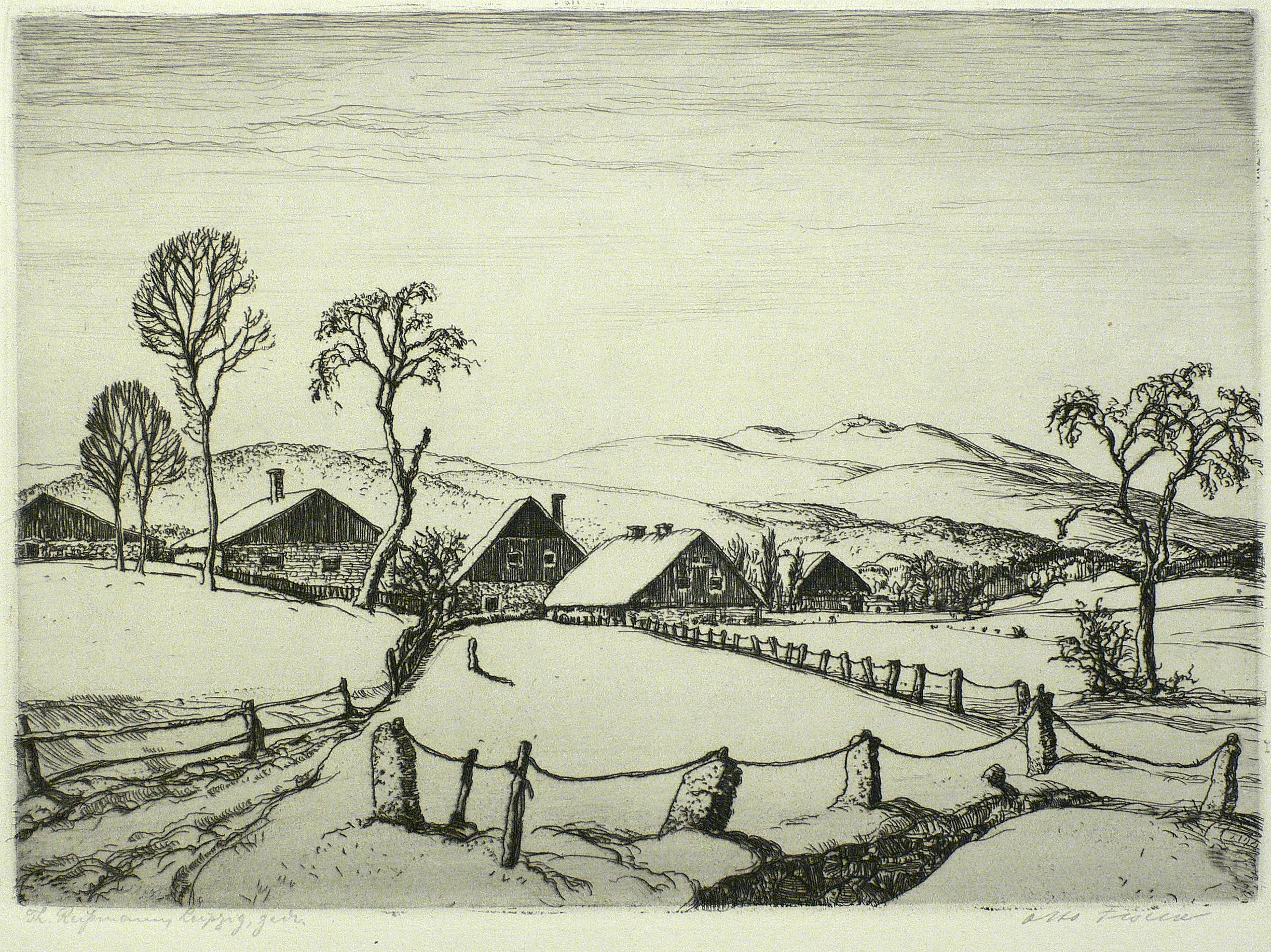
Winterlandschaft, Radierung (1922)

Otto Fischer absolvierte eine Ausbildung als Lithograf in Dresden. Ab 1886 studierte er an der Dresdner Kunstakademie bei Erwin Oehme, ab 1890 bei Friedrich Preller und ab 1895 bei Hermann Prell. Fischer betätigte sich ab dem Jahr 1895 als Mitarbeiter der „Zeitschrift für bildende Kunst“ und der Zeitschriften „Pan“ und „Die graphischen Künste“. Um die Jahrhundertwende entwarf er auch Plakate, Schmuck und Damenkleidung und betätigte sich im Bereich der Glasmalerei. Für die Deutschen Werkstätten Hellerau entwarf er Möbel und war an deren Raumausstattungen auf der Weltausstellung 1900 in Paris beteiligt.
Seine Gestaltung des Plakats für die 1896 in Dresden durchgeführte Ausstellung des Sächsischen Handwerks und Kunstgewerbes wird heute vielfach an den Anfang der Entwicklung moderner Plakate in Deutschland gesetzt. Die von 1900 bis 1903 entstandenen Pastelle und Aquarelle mit rauen, asketischen Darstellungen schneebedeckter Abhänge, Hochebenen, Hochmoorlandschaften und des Kamms der Schneekoppe erregten Aufsehen und fanden ihren Weg unter anderem in die Berliner Nationalgalerie und in die Nationalgalerie in Warschau.
Otto Fischer gehörte der Künstlerkolonie Goppeln an, war Mitglied im Verein bildender Künstler Dresden, in der Neuen Künstlervereinigung München und im Deutschen Künstlerbund sowie Gründungsmitglied der Künstlervereinigung Dresden.
Im Jahr 1911 war er in Buchwald (bei Zillerthal-Erdmannsdorf) am Riesengebirge ansässig. Er übersiedelte 1913 in den Dresdner Vorort Loschwitz. 1914 wurde er zum Titularprofessor an der Kunstakademie Dresden ernannt.
Fischer trat zum 1. Mai 1933 der NSDAP bei (Mitgliedsnummer 2.459.016) und war Mitglied der Reichskammer der bildenden Künste. Für die Zeit des Nationalsozialismus ist seine Teilnahme an 16 großen Ausstellungen sicher belegt, darunter 1942, 1943 und 1944 die Große Deutsche Kunstausstellung in München mit vier Stillleben, von denen Goebbels 1942 das Stillleben mit weißer Decke und Äpfeln (Öl) erwarb.
1948 wurden in Radebeul in der Ausstellung Dresdner Impressionisten Bilder Fischers gezeigt.

## Studienaufenthalte
Otto Fischer hatte zahlreiche Studienaufenthalte:
- 1892–1893: Holland
- 1894: Hessen
- 1894, 1895, 1897, 1900: auf Rügen
- 1901: auf Bornholm
- 1901–1908: im Riesengebirge, u. a. in der Wiesenbaude
- 1905, 1906: Hamburg
- 1908: Lobositz
- 1911: Disentis
- ab 1911: Buchwald am Riesengebirge

## Museen und öffentliche Sammlungen mit Werken Fischers (unvollständig)
- Dresden: Galerie Neue Meister[11]
- Dresden: Kupferstichkabinett[11]
- Stendal: Winckelmann-Museum[12]